# ويندهام (نيو هامبشير)
ويندهام هي مدينة ضاحية في مقاطعة روكنغهام التابعة لولاية نيو هامبشير في الولايات المتحدة. بلغ عدد السكان في تعداد عام 2020 15,817 نسمة، ارتفاعًا من 13,592 نسمة في عام 2010.

## التاريخ

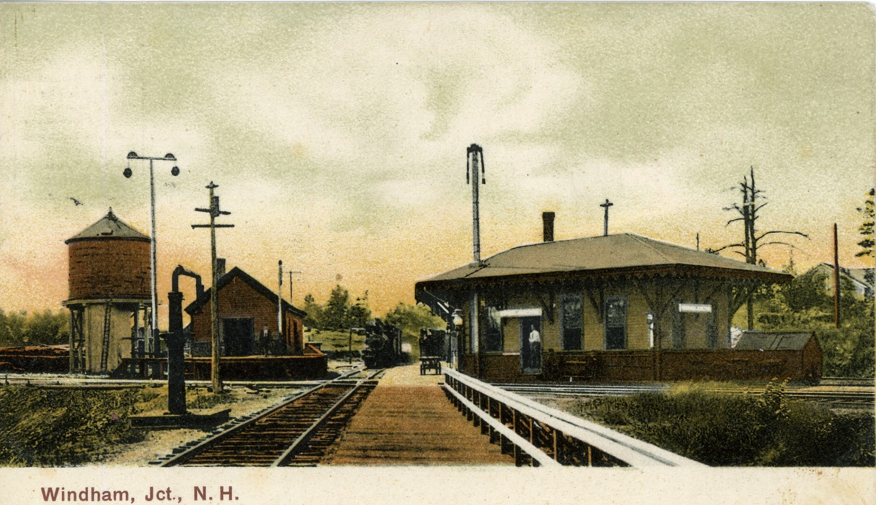
تقاطع ويندهام، ق. 1900

كانت المنطقة في البداية موطنًا لسكان باوتوكيت الأصليين. بدأ المهاجرون الإسكتلنديون الأيرلنديون بالاستقرار في المنطقة في عام 1719. كانت المنطقة تُعرف باسم نوتفيلد "Nutfield"، وكانت تشمل ما يُعرف الآن بالبلدتين المجاورتين ديري ولندنديري. بحلول عام 1721، تقدم بعض المستوطنين الأصليين بطلب لتشكيل مجتمع مستقل منفصل. وافق الحاكم بنينج وينتوورث على الطلب في عام 1742. تشير إحدى النظريات المنشورة إلى أن اسم المجتمع يشير إلى مدينة ويندهام في أيرلندا، وهو ما يعود إلى موطن مقدمي الالتماس. ومع ذلك، فقد افترض البعض أن المدينة سميت على اسم السير تشارلز ويندهام، إيرل إيجريمونت الثاني، وهو عضو في البرلمان من عام 1734 إلى عام 1750، ووزير الدولة للقسم الجنوبي من عام 1761 إلى عام 1763 وصديق جيد للحاكم وينتوورث. كانت بلدة ويندهام في الأصل أبرشية لندنديري. كانت ويندهام هي المدينة الثانية التي عينها الحاكم بينينج وينتوورث بعد إنشاء الحدود بين نيو هامبشير وماساتشوستس. أول تعداد سكاني أُجرِي في ويندهام أظهر أن عدد السكان بلغ 663 نسمة في عام 1790.